# Rubanka, Malîn
Rubanka (în ucraineană Рубанка) este un sat în comuna Ivanivka din raionul Malîn, regiunea Jîtomîr, Ucraina.

## Demografie
Componența lingvistică a localității Rubanka
     Ucraineană (100%)
Conform recensământului din 2001, toată populația localității Rubanka era vorbitoare de ucraineană (100%).